# James Madio
James Madio (New York, 22 november 1975) is een Amerikaans acteur, filmproducent, filmregisseur en scenarioschrijver. 

## Biografie
Madio werd geboren en groeide op in de borough The Bronx van New York, en doorliep hier de highschool aan de Lehman High School.
Madio begon in 1991 als jeugdacteur met acteren in de film Hook, waarna hij nog meerdere rollen speelde in films en televisieseries. Hij is onder andere bekend van zijn rol als Frank J. Perconte in de miniserie Band of Brothers, waar hij in 9 afleveringen speelde (2001). Voor zijn rol in de film Hook werd hij samen met de cast beloond met een Young Artist Award in de categorie Beste Optreden door een Jeugdige Cast in een Film.

## Filmografie

### Films
Uitgezonderd korte films.
- 2023 The Featherweight - als Willie Pep
- 2022 Boon - als Bud
- 2021 I Love Us - als Richie
- 2020 Blackjack: The Jackie Ryan Story - als Marty Doyle
- 2019 Stano - als Joey Cosenza
- 2017 D.P.W. - als Artie Marinelli
- 2015 The Week - als Neil Something
- 2014 Jersey Boys - als Stosh
- 2013 No God, No Master - als Nicola Sacco
- 2012 The Last Push - als Nathan Miller
- 2011 The Grasslands - als Lenny
- 2011 Leave - als gast op feest
- 2011 Desert Rain - als Jack
- 2008 Dough Boys - als Kelly
- 2008 West of Brooklyn - als Jimmy Boy
- 2008 Love Lies Bleeding - als Bernie
- 2007 The Box - als Rob Ortiz
- 2005 Single White Female 2: The Psycho - als Sam
- 2005 Searching for Bobby D - als jonge Mike
- 2004 Shark Tale - als Great White / Hammerhead (stemmen)
- 2002 Phone Booth - als politieagent
- 2000 If Tomorrow Comes - als Cory
- 1999 The Gifted - als Eddie Fontaine
- 1995 The Basketball Diaries - als Pedro
- 1992 Hero - als Joey
- 1992 Mac - als jonge Mac
- 1991 Hook - als Dont Ask

### Televisieseries
Uitgezonderd eenmalige gastrollen.
- 2024 The Penguin - als Milo Grapa - 2 afl.
- 2022 The Offer - als Carmine Vispiciano - 5 afl.
- 2012 Ringer - als Frank Vingo - 2 afl.
- 2003-2007 Queens Supreme - als Mike Powell - 13 afl.
- 2001 Band of Brothers - als Frank J. Perconte - 9 afl.
- 1997-1999 USA High - als Bobby 'Lazz' Lazzarini - 76 afl.

### Computerspellen
- 2009 Red Faction Guerrilla - als stem
- 2005 Call of Duty 2: Big Red One - als stem
- 2005 Call of Duty 2 - als soldaat McCloskey

### Filmproducent
- 2023 The Featherweight - film
- 2023 The Resistance - korte film
- 2021 Snow Globe & The Cat - korte film
- 2020 The Simple Path - korte film
- 2019 Sangin - korte film
- 2017 Use of Force - korte film
- 2014 The Pinewood Man - korte film
- 2011 Leave - film
- 2011 AppleBox - korte film
- 2009 Baby Bomber - korte film
- 2009 Sheltered - korte film
- 2007 The Box - film

### Filmregisseur
- 2017 Use of Force - korte film
- 2009 Baby Bomber - korte film

### Scenarioschrijver
- 2021 Snow Globe & The Cat - korte film
- 2019 Sangin - korte film
- 2011 AppleBox - korte film
- 2009 Baby Bomber - korte film

- Bibliothèque nationale de France: cb15111356x (data)
- International Standard Name Identifier: 0000 0003 6263 4781
- Library of Congress Control Number: no2005038725
- Nationale Bibliotheek van Israël: 987007353260505171
- Système universitaire de documentation: 242307213
- Virtual International Authority File: 225098452
- WorldCat: E39PBJcwDHXRMMprjPmXDtJMT3